# Mikro chp

## Mikro CHP

### Osvrt
---
Drugi zakon termodinamike nam govori da je nemoguće konstruirati stroj koji bi svu dovedenu toplinu pretvarao u mehanički rad. Toplina koja se ne pretvori u korisni rad naziva se otpadna toplina. Stupanj djelovanja procesa možemo povećati tako da iskoristimo otpadnu toplinu kogeneracijom (CHP), odnosno pretvorbom u električnu energiju. 
Kod tradicionalnih elektrana, oko 30% primarne energije goriva dođe do potrošača. Nasuprot tome, kod CHP sustava 15% do 45% primarne energije se pretvori u električnu a ostatak ide u grijanje vode koja zatim ide u toplovode. Tim načinom se iskoristi i do 90% primarne energije goriva kada proizvodnja ne prijeđe potražnju. 
Instalacija CHP sustava u industriji se značajnije koristi od 70-tih godina i tadašnje energetske krize. Kogeneracija je našla plodno tlo u industriji zbog velike potrošnje energije a time i velikih ušteda, što rezultira brzom amortizacijom investicije. Ugradnja CHP sustava u manje objekte (kućanstva, zgrade), nije bila konkurentna zbog odnosa cijene energenata i tehnologije. Porastom cijene energenata u prvom desetljeću trećeg milenija, počinje masovna primjena CHP sustava za kućanstva, odnosno mikro CHP-a.

### Mikro CHP sustavi
---
U industriji CHP sustavi većinom je primarna proizvodnja električne energije, a toplina se koristi kao nusprodukt. Nasuprot, mikro CHP sustavi proizvode primarno toplinu za grijanje, a električna energija se proizvodi kao nusprodukt. 
Mikro CHP sustav je onaj koji ima instaliranu električnu snagu manju od 50 KW. Proizvedena električna energija se može koristiti za zadovoljavanje vlastitih potreba (višak se daje u mrežu, manjak se pokriva iz mreže), ili se sva električna energija može davati u mrežu, a plaćati se povlaštena tarifa.

### Tehnologija primjene
---
Micro CHP sustavi se trenutno baziraju na više tehnologija:
- Motori s unutarnjim izgaranjem
  - Stirling-ovi motori
    - Parni strojevi
      - Mikroturbine